# 許国雄
許 国雄（きょ こくゆう 中: 许国雄 Xu Guoxiong 1922年10月1日–2002年5月20日）は台湾（中華民国）の政治家で教育家、医学博士、歯学博士。
元国民大会代表。東方工商専科学校の創設者・学長。元台湾省教育会理事長。中華民国全国教育会監事長。陳水扁政権では僑務委員会顧問を務めた。中国国民党評議委員。

## 略歴
- 1922年 - 日本統治下の台湾・高雄に生まれる。
- 1941年 - 高雄州立高雄中学を卒業し、内地（日本）の九州歯科医学専門学校に入学（現・九州歯科大学）。同校を卒業後、さらに九州高等医学専門学校へ進学（現・久留米大学医学部）。
- 1945年 - 終戦に伴い台湾へ帰郷。
- 1947年 - 二・二八事件で父親を国民党軍に虐殺され、自らは九死に一生を得る（3.6）。
- 1961年 - 蔣経国中国青年反共救国団主任（後の中華民国総統）と談判し、台湾の政治改革を訴える。「共に改革に取り組もう」と蔣に勧められて国民党へ入党。
- 1963年 - 友人らと育英高級護理助産職業学校[4]（育英醫護管理專科學校）を創設。
- 1966年 - 東方工芸専科学校[7]を創立（後の東方工商専科学校[8]）。後に台湾で最初の日本語学科を同校に設置。
- 1972年 - 台湾省教育会理事長に就任。また、国民大会代表（国会議員）選挙に立候補しトップ当選。日本と中華民国が国交を断交したため、草開省三らの日本人メンバーと教育交流に取り組む。第1回日華教育研究会を台北で開催[注 3]。
- 1996年 - 『台湾と日本交流秘話』を監修発刊（名越二荒之助編集）。
- 2002年 - 肝不全のため死去[9]。

## 活動

### 政治改革の推進
許は、2.28事件で市参議員（市会議員）であった父親を国民党軍に殺されたが、その後、蔣経国（後の中華民国総統）と談判し、台湾の「政治改革」を訴えた。蔣から国民党への入党をすすめられ、入党している。
許は、国民党の中から台湾の政治改革を推進し、自称「李登輝派」として活動した。現在の日本では、国外に亡命して台湾の改革運動に取り組んだ台湾人にばかりスポットが当てられているが、実際は許のように国民党の中からこれを推進した人も数多く存在した。

### 台湾関係法成立への貢献
アメリカ合衆国が台湾を軍事的に防衛できる法律「台湾関係法」が米議会で成立するよう努力した。
台湾の国民党政権はアメリカ合衆国の共和党政権と強いパイプを持っていたが、民主党との関係は弱かった。許は後者出身のジミー・カーター大統領（当時）と友人であり、就任式にも台湾から唯一、正式に招待された経緯があった。許とカーターは母親同士が産婆仲間として知己であったことから息子二人が友人になったという。許はカーターの実家に宿泊した際、母親のリリアン・カーターから「台湾関係法」成立について確約を取っている。
この後、台湾関係法は、在米台湾人団体からの強い働きかけもあり成立した。

### 日本語教育の推進
台湾の学校における日本語教育を推進した。まず、自らの経営する学校に日本語教育の学科をつくり、後に国会議員として台湾の多くの学校に日本語学科を設置することを推進した。

### 日・華（台）交流
1972年、日本政府と正式な国交を断絶した後、中華民国（台湾）国会で「日華（台）交流」の必要性を訴えて予算を獲得、民間団体同士による日本との教育交流を推進した。日華交流教育会は日華断交に危機感を抱いて台湾へ乗り込み教育交流を申し込んでおり、日本側の受け入れ団体となった。
また、許は両国の航空路線の再開維持に努力した。日本アジア航空の台北行き第1便に乗った岸信介や灘尾弘吉を空港で最初に出迎え、握手したのは許であった。
特に親しく交流した日本人は、奥野誠亮、村尾次郎、櫻井勝之進、小田村四郎、小堀桂一郎、名越二荒之助、草開省三、倉前盛道、副島博之、高橋史朗、勝岡寛次等である。
21世紀に入り日台交流を実践している団体も多いが、戒厳令が敷かれていた当時から交流を続ける団体は少ない。最近の親台湾団体は台湾独立派との関係が深く、「華」の字を中華民国の「華」として使いたがらないが、交流歴の長い団体は戒厳令下で「日台」と名乗れなかった故に「日華」という名前を使って粘り強く活動を続けてきた。現・日台交流教育会もその一つである（旧称「日華交流教育会」）。

### 台湾新幹線への貢献
台湾で高速鉄道が導入される際、ドイツの機関車とフランスの列車を入れることがほぼ決まりかけたが、許は、「機関車も列車も日本の新幹線を導入すべき」との論陣を張った。日本の新幹線のトンネルの岩盤が崩落して列車の天井に落下する事故が起こり、安全性に対する批判が出た際には、「岩盤の崩落はトンネルの問題。新幹線は岩盤が落下しても壊れない丈夫な列車」と、事故を逆手にとって擁護の発言を行った。その後、日本製新幹線は、李登輝総統（当時）もこれを強く推進したため逆転採用となり、台湾高速鉄道が開業した。
1972年に日本の山陽新幹線が開通し、大阪–岡山間を走った際には、試乗をおこなっている。

## 著書等
- 許國雄, ed (1986) (中国語). 第十三屆中日教師研討會資料. 台北市: 臺灣師範大學. OCLC 818641400
- 米長 悦也、許, 國雄、谷津 徳男、谷津 三雄「8) 雑誌 顕微鏡にみられる歯科の記載 (日本歯科医史学会第14回 (昭和61年度) 学術大会講演抄録)」『日本歯科医史学会会誌』第13巻第1号、日本歯科医史学会、1986年9月10日、11-13頁、CRID 1540009770419938816。
- 米長 悦也、許, 國雄、谷津 三雄、谷津 徳男「8) 雑誌顕微鏡にみられる歯科の記載 (第14回日本歯科医史学会学術大会抄録)」『日本歯科医史学会会誌』第13巻第2号、日本歯科医史学会、1986年12月10日、112-114頁、CRID 1540854195350077056。
- 特里比 (Walter A. Tribei) (1987). 16位元微處理機.微算機 : 8086. 68000結構, 軟體, 和界面技術. 蔡獻堂, 許國雄 譯. 台北市: 松岡. OCLC 818659966
- (中国語) 国际农产品贸易现状与发展前景. 许国雄 主编 (Di 1 ban ed.). 北京: 中国农业科技出版社. (1991). OCLC 709664449. ISBN 9787800262241, 7800262243 2025年1月18日閲覧。. 物理的な説明 : オンライン版、挿絵、図表あり（2, 3, 305頁）
- 许国雄; 陈一舟 (Chen yi zhou), eds (1994) (中国語). 道家名言妙语. Fu zhou: 海峡文艺出版社. OCLC 299619459. ISBN 9787805347059, 7805347050. 格言集
- 許國雄（監修）草開省三『台湾と日本交流秘話』名越二荒之助 編（東京：展転社〈歴史旅ガイド〉、1996年3月）ISBN 9784886561237, 4886561233、OCLC 39397493。オンライン版（Google Books、HathiTrust Digital Library。）
- 許國雄「李登輝総統勝利と日本への期待」『祖国と青年』第27巻5（通号212）、日本協議会、1996年5月、CRID 1390009225055678848、doi:10.11501/2842290、ISSN 0387-9437、国立国会図書館書誌ID:000000032536-d2842290、2025年1月18日閲覧。
- 許 國雄「台湾から見た「神の国」発言」『祖国と青年』第31巻7号（通号262）、日本協議会、東京、2000年7月、46-49頁、CRID 1521699230737233408、ISSN 0387-9437、OCLC 5179784700、国立国会図書館書誌ID:000000032536-d2842340。
- 臺灣日本海交協會會員大會 (2001) (中国語). 臺灣日本海交協會成立大會暨 : 會員大會會員大會手冊. 第一屆. 許國雄 編輯指導. 台中市: 臺灣日本海交協會. OCLC 276914573. 全53頁、6 cm。
- 潘泰 (tai Pan); 许国雄; 肖里华 (li hua Xiao) (2001). 吴川市地方志办公室 (Wu chuan shi di fang zhi ban gong shi). ed (中国語). 吴川县志. 北京市: 中华书局. OCLC 1101399965. ISBN 9787101030570, 7101030572
- 許國昌 (Guo-chang Xu 研究) 等 (2003) (中国語). 稀釋倍數痘苗之人體臨床反應評估. 許國雄 (衛生學), 張上淳 (Shang-chun Zhang 計畫主持). 台北市: 行政院衛生署疾病管制局、臺大醫院. OCLC 284830968. DOH92-DC-2004. 物理的な説明 : 23 枚、30 cm。一部、中国語英語対照、並裝。
- 『台湾と日本がアジアを救う』（著書）（明成社、2003年2月）
  - 自伝。台湾人の国民党内部における活動について記した。
- 许国雄 (2014) (中国語). 许国雄文集. 北京市: 中国言实出版社. OCLC 910697673. ISBN 9787517103523, 7517103520
- 许国雄 (2021) (中国語). 祖屋 (Di 1 ban ed.). 北京市: 中国书籍出版社. OCLC 1455851122. ISBN 9787506884945, 7506884941
- 许国雄 (2024) (中国語). 军垦洗礼. シンガポール: 浩宇出版社. OCLC 1443711202. ISBN 9789815246711, 9815246712

指導した論文
- 黃柏峰（huang bo feng）『省電型通訊協定之無線感測器網路研究與雛形系統實現』2004年、論文、OCLC 1369762823 [台南県永康市]。指導教授：吳賢財、席家年、許國雄。（欧文題名『A New Power Efficient Protocol for Wireless Sensor Networks : It's Prototype System Implementation』）
- 紀志凱（ji zhi kai）『應用於動脈硬化程度檢測之脈波特徵點定位系統設計』2004年、論文、OCLC 1369762819 [台南県永康市]。指導教授：吳賢財、許國雄。（欧文題名『Improving the Examination of Arteriosclerotic Degree: A System for Locating Pulse Characteristic Points』）

## 関連資料
本文の典拠ではないもの。発行年順。
台湾新幹線
- 館澤 貢次「日本企業連合が逆転勝利 台湾新幹線受注の舞台裏」『月刊times』第25巻第2号、月刊タイムス社、東京、2001年2月、40-42頁、CRID 1520573330180612224。
- 「台湾新幹線プロジェクト」『OCAJI』第25巻第7号、海外建設協会、東京、2001年7月、2-17頁、CRID 1520010378607258368、ISSN 0285-2594。
- 台湾高速鉄道有限公司 (2001-07). “台湾高速鉄道計画概要”. OCAJI (東京: 海外建設協会) 25 (7):  13-16. CRID 1521417755537392512. ISSN 0285-2594.
- 池田 耕作「台湾新幹線計画の現状と展望」『OCAJI』第25巻第7号、海外建設協会、東京、2001年7月、10-12頁、CRID 1522262179866911488、ISSN 0285-2594。
- 片渕 文隆「台湾新幹線C210・C215建設」『OCAJI』第25巻第7号、海外建設協会、東京、2001年7月、2-4頁、CRID 1522262180710517504、ISSN 0285-2594。
- 五十嵐 孝「台湾新幹線工事の受注と展望 : 台湾新幹線の国際化に参画して」『OCAJI』第25巻第7号、海外建設協会、東京、2001年7月、5-9頁、CRID 1524232504809912320、ISSN 0285-2594。
- 佐藤 浩二「順調に進む国家的プロジェクト「台湾新幹線」」『世界週報』第82巻第35号、時事通信社、東京、2001年9月18日、14-15頁、CRID 1520573331234142720、ISSN 0911-0003。
- 「台湾新幹線 日本の七社連合が受注成功 : 画期的な高速鉄道技術の海外進出」『政経往来』第56巻第9号、民評社、東京、2002年10月、28-30頁、CRID 1520291855863962496。掲載誌別題『The Seikei Orai : The review of business & politics』
- 安藤「台湾新幹線向け新ATCシステム」『三菱重工技報』2003年、CRID 1570009751833144576。
- 台湾新幹線株式会社「台湾高速鉄道プロジェクト/日本連合受注経緯」『貿易保険』第39巻第5号、貿易保険機構、東京、2003年5月、3-9頁、CRID 1521417755897349632、ISSN 0914-3556。
- 『建設界』第28巻第9号、建設界通信社、東京、2003年9月、72-74頁、CRID 1520291855504996480。